# Patrice Bouédibéla
 (septembre 2018).
Si vous disposez d'ouvrages ou d'articles de référence ou si vous connaissez des sites web de qualité traitant du thème abordé ici, merci de compléter l'article en donnant les références utiles à sa vérifiabilité et en les liant à la section « Notes et références ».
Patrice Bouédibéla, né le 1er novembre 1974 à Berlin, est un animateur de télévision allemand, d'origine congolaise.

## Carrière
Patrice Bouédibéla a d'abord travaillé dans les magasins de disques après ses études et, en tant que figuré, il s'est mis à jouer de petits rôles dans des séries et des feuilletons quotidiens. Au printemps 1996, il a été découvert dans un club berlinois pour le docu-soap MTV Road Rules et a fait une tournée européenne avec quatre autres participants. Il a ensuite travaillé comme modèle jusqu'à ce que la filiale allemande MTV, qui avait été fondée entre-temps, le signe comme VJ en janvier 1999. Jusqu'en 2009, il a animé les programmes MTV Urban, TRL Urban et brand:neu de MTV Allemagne, en alternance avec Joko Winterscheidt et Karolin.
Son statut auprès de MTV a été controversé pendant un certain temps. Après une tentative solo de médiation entre Bushido et Fler lors d'une réunion au sommet pour exprimer cette proposition dans l'émission TRL Urban, il ne figure plus sur la station. Les rumeurs disent qu'il a été viré. 
Du 6 mai 2008 jusqu'en 2010, il a de nouveau été employé par MTV. Avec une carrière de près de dix ans à MTV Allemagne, il a été le plus long présentateur engagé.
De 2004 à 2005, il a été en liaison pendant 16 mois avec la chanteuse américaine Anastacia, qu'il a rencontrée aux Echo Awards. Ils sont restés amis même après leur séparation et Patrice Bouédibéla l'a soutenue lorsque son cancer du sein a repris en 2013,. 
En 2005, il a joué dans le long métrage Le Clown, le film aux côtés de Sven Martinek et Götz Otto. En 2010, il a joué dans l'épisode The Attack de la série Alerte Cobra.
En 2014, il participe à l'émission Let's Dance sur RTL, mais il est éliminé au premier tour avec sa partenaire Ekaterina Leonova. En 2016, il a été "videur" dans le spectacle de fin de soirée Applause and Out ! sur ProSieben.